# Ioana Abur
Ioana Abur (n. 26 iulie 1969, Sighișoara) este o actriță română.

## Biografie
S-a născut în Sighișoara și, începând cu școala generală, s-a mutat la București. A terminat liceul la Colegiul National „Gheorghe Lazăr” din București. A absolvit Academia de Teatru și Film "I.L.Caragiale" în 1994, la clasa lui Dem Rădulescu.  Ea și-a făcut debutul în actorie odată cu apariția filmului ”Liceenii”.

## Dublaj
- Ștrumpfii 2 (2013) - Nancy O'Dell

## Filmografie
| An   | Titlu                         | Rol                              | Note                    |
| ---- | ----------------------------- | -------------------------------- | ----------------------- |
| 1987 | Liceenii                      |                                  | Lungmetraj              |
| 2021 | Adela                         | Ana Maria Andronic (mama Adelei) | Lungmetraj              |
| 2017 | Ana, mon amour                | Angajată Beau Monde 2            | Lungmetraj              |
| 2016 | Vânătoare în familie          |                                  | Film de televiziune     |
| 2015 | Sara șeful și îngerul         |                                  | Film de televiziune     |
| 2015 | Live                          | Doctoriță                        | Lungmetraj              |
| 2014 | Artă                          | Mama                             | Scurtmetraj             |
| 2014 | București, te iubesc!         | Ioana                            | Scurtmetraj             |
| 2013 | Walking with the Enemy        | Woman                            | Lungmetraj              |
| 2013 | Câinele japonez               | Gabi                             | Lungmetraj              |
| 2013 | Școala de vară                |                                  | Film de televiziune     |
| 2012 | After the silence             | Ioana                            | Lungmetraj (Documentar) |
| 2012 | Werewolf: The Beast Among Us  |                                  | Video                   |
| 2010 | Bună! Ce faci?                |                                  | Lungmetraj              |
| 2008 | Adam Resurrected              | Woman with Doll                  | Lungmetraj              |
| 2008 | Mirrors                       | Front Desk Sister                | Lungmetraj              |
| 2008 | Ghouls                        | Jennifer's Mother                | Film de televiziune     |
| 2007 | Dolina                        | Mauzi Anies                      | Lungmetraj              |
| 2006 | Pu-239                        | Injured dog owner                | Lungmetraj              |
| 2006 | Offset                        | Christina                        | Lungmetraj              |
| 2006 | Mamă după ora 5               | Diana                            | Film de televiziune     |
| 2006 | O lume a durerii              | Mama lui Alice                   | Film de televiziune     |
| 2005 | Hellraiser: Deader            | Katia                            | Video                   |
| 2004 | Rivoglio i miei figli         |                                  | Film de televiziune     |
| 2002 | Binecuvântată fii, închisoare |                                  | Lungmetraj              |
| 2002 | Sherlock                      | Victoria                         | Film de televiziune     |
| 2001 | Omul cu o mie de ochi         |                                  | Lungmetraj (Documentar) |
| 1998 | Subspecies: The Awakening     | Ana Lazăr                        | Lungmetraj              |
| 1992 | Înnebunesc și-mi pare rău     |                                  | Lungmetraj              |

## Spectacole de teatru
| An   | Titlu                           | Rol     | Regie           |
| ---- | ------------------------------- | ------- | --------------- |
| 2015 | Am iubit, am purtat, am pierdut | Gingy   | Emil Hoștină    |
| 2012 | Șarpele în iarbă                | Annabel | Emil Hoștină    |
| 2008 | Iarna                           |         | Eliza Bercu     |
| 2002 | Baal                            |         | Dragoș Galgoțiu |